# Zongo (cratère)
Pour les articles homonymes, voir Zongo (homonymie).
Zongo est un cratère d'impact situé dans le quadrangle d'Argyre de Mars. D'un diamètre de 46,83 km, il doit son nom à Zongo, une ville de la République démocratique du Congo.